# Micranthes rubriflora
Micranthes rubriflora är en stenbräckeväxtart som först beskrevs av Harry Sm., och fick sitt nu gällande namn av Gornall och H.Ohba. Micranthes rubriflora ingår i släktet rosettbräckor, och familjen stenbräckeväxter. Inga underarter finns listade i Catalogue of Life.